# Bojići (Kalinovik, BiH)
Bojići su naselje u općini Kalinovik, Republika Srpska, BiH.

## Stanovništvo
Nacionalni sastav stanovništva 1991. godine, bio je sljedeći:
ukupno: 34
- Bošnjaci - 34 (100%)